# دانيال هوسمان
دانيال هوسمان هو لاعب كرة قدم ألماني، ولد في 12 فبراير 2003 في Leutkirch ‏ في ألمانيا.

## وصلات خارجية
- دانيال هوسمان على موقع قاعدة بيانات كرة القدم.إي يو (الإنجليزية)
- دانيال هوسمان على موقع بيانات كرة القدم. دي إي (الألمانية)
- دانيال هوسمان على موقع Soccerway.com (الإنجليزية)
- دانيال هوسمان على موقع عالم كرة القدم.نت (الإنجليزية)